# 聯鳥龍屬
聯鳥龍屬（學名：Ornithodesmus）是一屬小型的虛骨龍類恐龍，生存於1億3000萬年前的英格蘭。聯鳥龍的化石是一根像鳥類的薦骨（編號BMNH R187），最初被認為是屬於翼龍目的。後來有很多翼龍目的骨骸被編入聯鳥龍屬中，直至發現這根最初的標本是來自小型的虛骨龍類，可能是傷齒龍科或馳龍科恐龍。於是所有被編入聯鳥龍的翼龍類化石，都被更名為帆翼龍。
聯鳥龍的模式種是O. cluniculus，是由哈利·絲萊（Harry Govier Seeley）於1887年描述、命名的。

## 外部連結
- 恐龍博物館──聯鳥龍